# 213629 Binford
213629 Binford este un asteroid din centura principală de asteroizi.

## Descriere
213629 Binford este un asteroid din centura principală de asteroizi. A fost descoperit pe 26 august 2002 la Observatorul Palomar în cadrul programului NEAT. Asteroidul prezintă o orbită caracterizată de o semiaxă mare de 2,54 ua, o excentricitate de 0,07 și o înclinație de 3,0° în raport cu ecliptica.